# André Fourié
Pour les articles homonymes, voir Fourié.
André Fourié est un lieutenant de l'Armée française tué au combat le 13 décembre 1953 dans la région de Diên Biên Phu, avant le début de la  bataille proprement dite et parrain de promotion de la Corniche Brutionne 2004-2006 du Prytanée militaire.

## Biographie
Né le 3 septembre 1927 à Saint-Magne-de-Castillon (Gironde), André Fourié a une enfance assez difficile puisqu’il suit son père, officier d’administration, dans ses mutations au Maroc, avant de rejoindre les Enfants de Troupe en 1941 à l’âge de 14 ans où, du fait de la guerre, il reste sans voir sa famille jusqu’en 1945. 
Il est admis en 1946 au Prytanée militaire en classe de Cyr VI. Joyeux, spontané, il est très apprécié de ses camarades pour qui il reflète vraiment « la joie de vivre ». En 1947, il intègre l’École spéciale militaire de Saint-Cyr (promotion Rhin et Danube), à la sortie de laquelle il choisit l’Infanterie. 
S’étant porté volontaire pour les troupes parachutistes, il est affecté en mai 1950 au 1er régiment de chasseurs parachutistes basé à Philippeville (Constantinois). 
Cependant les événements s'aggravent en Indochine. En octobre, l'évacuation de Cao Bằng par la RC4 tourne au désastre. Un bataillon de parachutistes coloniaux, le 3e BCCP (bataillon colonial de commandos parachutistes), largué en renfort sur That Khe pour tenter de sauver les survivants des colonnes Charton et Lepage, est anéanti en tentant de se replier sur Langson. En France, on décide de reformer, à Vannes, un nouveau bataillon portant le même nom, le 3e BPC (bataillon de parachutistes coloniaux), où est affecté le lieutenant Fourié. Le 3e BPC embarque pour l'Indochine en décembre 1951. 
Chef de section parachutiste, le lieutenant Fourié participe à toutes les opérations du Bataillon menées au Tonkin : c'est d'abord la très difficile évacuation de Hòa Bình, en février 1952, puis, dans la partie sud du Delta, l'opération "Mercure", où le Bataillon anéantit deux compagnies viêtminh. 
Le 3e BPC est ensuite envoyé au Contre-Annam. Engagé successivement dans l'opération amphibie "Sauterelle" puis dans l'opération aéroportée "Caïman", il contribue de façon décisive à l'écrasement du 101e régiment viêtminh. 
Pas un instant de répit pour le lieutenant Fourié qui est de tous les combats. En octobre, le bataillon est de retour au Tonkin. Il est parachuté à Phu Doan, au nord-ouest du delta, entre le fleuve Rouge et la rivière Claire, avec les 1er et 2e BEP (bataillons étrangers de parachutistes). Ce groupement aéroporté, aux ordres du colonel Ducournau, s'empare à Tuyen Quang d'un très important dépôt de matériel. 
C'est ensuite la bataille de Nà Sản. Dans la nuit du 30 novembre au 1er décembre, les Viêtminhs lancent une attaque générale contre le camp retranché et submergent un point d'appui, le P.A. 24, ouvrant une brèche dans la défense. Le lendemain, le 3e BPC, le lieutenant Fourié, à la tête de sa compagnie, contre-attaque et reprend le point d'appui, qu'il défend âprement la nuit suivante. 
À l'issue de ces combats d'une exceptionnelle violence, le lieutenant Fourié est cité à deux reprises à l’ordre de l’armée et se voit attribuer la Croix de guerre des théâtres d’opérations extérieures avec palme. 
Son commandant de compagnie raconte la suite : « Rentrés au Tonkin, le séjour se poursuit par une succession d'opérations dont émerge pour nous l'évacuation du camp retranché de Nasan en août 1953. Fin août, nous apprenons que le 3e BPC doit donner naissance au 5e BPVN (bataillon de parachutistes vietnamiens). Fourié est mon officier adjoint : il fait merveille auprès des Indochinois séduits par sa patience et sa gentillesse. Nous sommes parachutés à Dien Bien Phu le 22 novembre. Tout est calme et nous revivons les premiers jours de Na San. Malade, je passe la compagnie à Fourié en toute tranquillité d'esprit... »
Poursuivant sa mission avec la même détermination, le lieutenant Fourié tombe mortellement blessé lors des violents combats de décembre 1953 dans la région au Nord de Dien Bien Phu lors de l'opération Pollux où il s’illustre particulièrement comme en témoigne sa dernière citation. 
Jeune commandant de compagnie d'une valeur exceptionnelle et d’un admirable courage. Vient encore de se distinguer par son allant et son indomptable énergie au cours des opérations menées dans la région nord de Dien Bien Phu (pays THAÏ) du 11 au 15 décembre 1953. Le 13 décembre 1953, sous un feu ennemi extrêmement violent et meurtrier, s'est élancé à la tête de sa compagnie à l'assaut de la côte 1168 puissamment organisée et tenue par l'adversaire. Par une manœuvre rapide, a occupé l'objectif qui lui avait été assigné, infligeant aux Viêt-minh des pertes extrêmement sévères. A trouvé une mort glorieuse au cours de l'action, après avoir eu la fierté d'installer son unité sur la position conquise, faisant l'admiration de tous par son sang-froid et son abnégation .
Nommé chevalier de la Légion d'honneur à titre posthume, type même de l'Officier para au feu, il est entré dans la légende des parachutistes et dans celle de sa Promotion.
Il a été choisi comme parrain de promotion de la Corniche Brutionne du Prytanée militaire pour 2005-2006